# Raba (Gurk)
Die Raba (slowenisch Rába) ist ein etwa 9 Kilometer langer Bach am Klagenfurter Feld in Unterkärnten.

## Verlauf
Sie entspringt in einem durch Dränungs-Maßnahmen zu Ackerland umgewandelten Niederungs-Quellmoor in der Marktgemeinde Maria Saal nahe der Ortschaft Winklern und fließt vorerst als Rinnsal in südlicher Richtung durch das sanfte Tal zwischen Maria Saaler Berg und dem Sechzigerberg, streift dann die Ortschaft Gottesbichl, zieht in weiterer Folge an den Weihern östlich der Landebahn des Flughafens Klagenfurt vorbei, verändert die Fließrichtung allmählich gegen Südosten und entwässert die Ebene östlich von Klagenfurt, indem sie Äcker, Auen, Fluren, Wiesen und kleine Waldgebiete durchzieht.
Der Bach verläuft im weiteren zwischen den Ortschaften Gutendorf und Hörtendorf. Im Nordosten von Limmersdorf führt die Raba durch fruchtbares Ackerland. Bald schon erreicht das kleine Fließgewässer den Ebenthaler Ortsteil Niederdorf, um südlich davon nahe der Eisenbahnbrücke in die Gurk zu münden.

## Geschichtliches
Der Wiesenbaumeister Josef Eckert war mit der Planung und Durchführung der Raba-Regulierung sowie der Urbarmachung von Feuchtwiesen, Mooren, Moosen und Sümpfen im Einzugsgebiet dieses kleinen Fließgewässers betraut. Diese für eine bessere landwirtschaftliche Bodennutzung wichtigen Maßnahmen wurden ab Ende des 19. Jahrhunderts umgesetzt.
Heute vertritt die Entwässerungsgenossenschaft Zell-Winklern die Interessen jener Bauern im Quellgebiet, deren Flächen in die Raba drainiert werden.

## Galerie

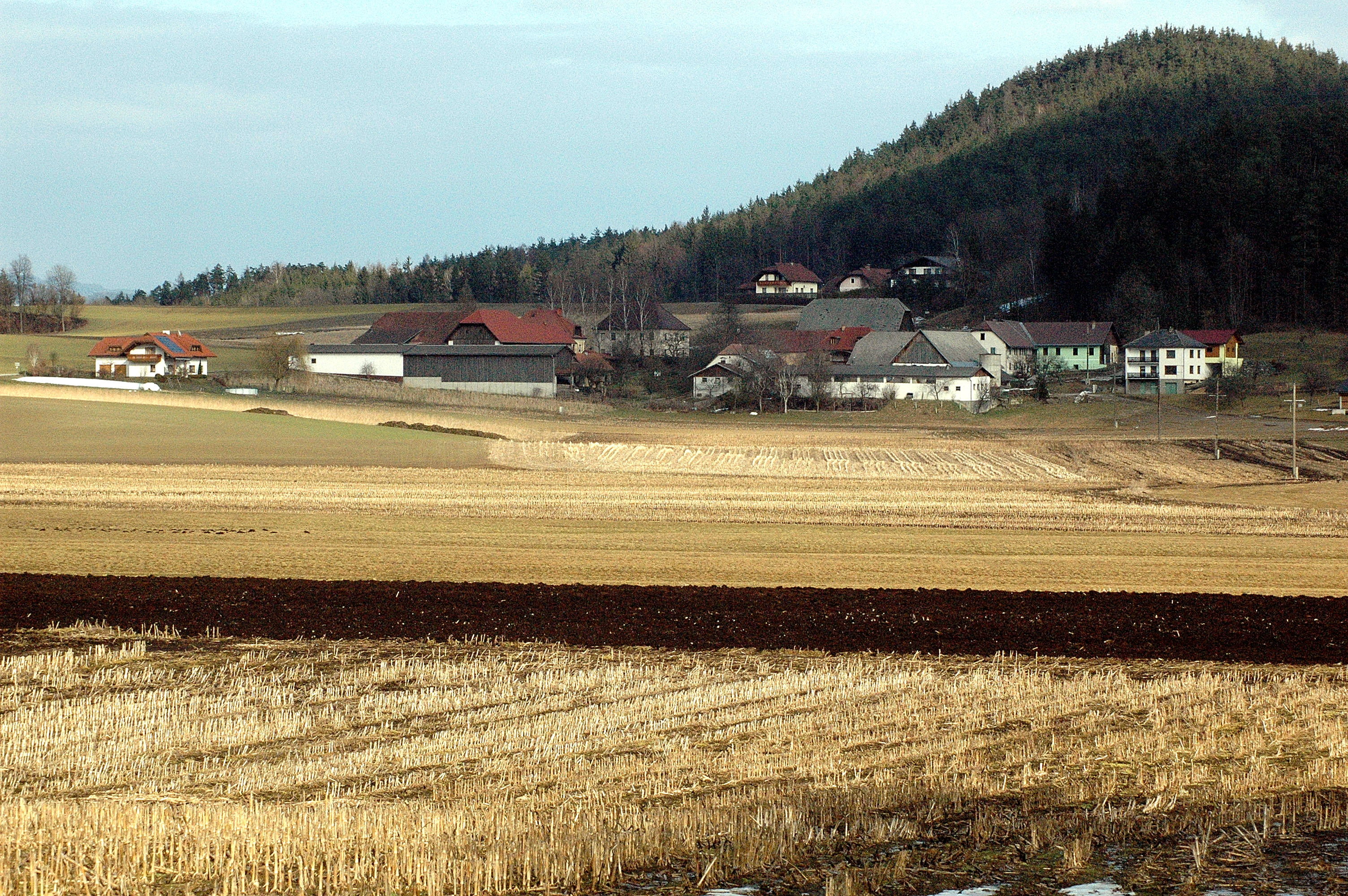
Raba-Ursprung, dahinter Winklern und Sechzigerberg
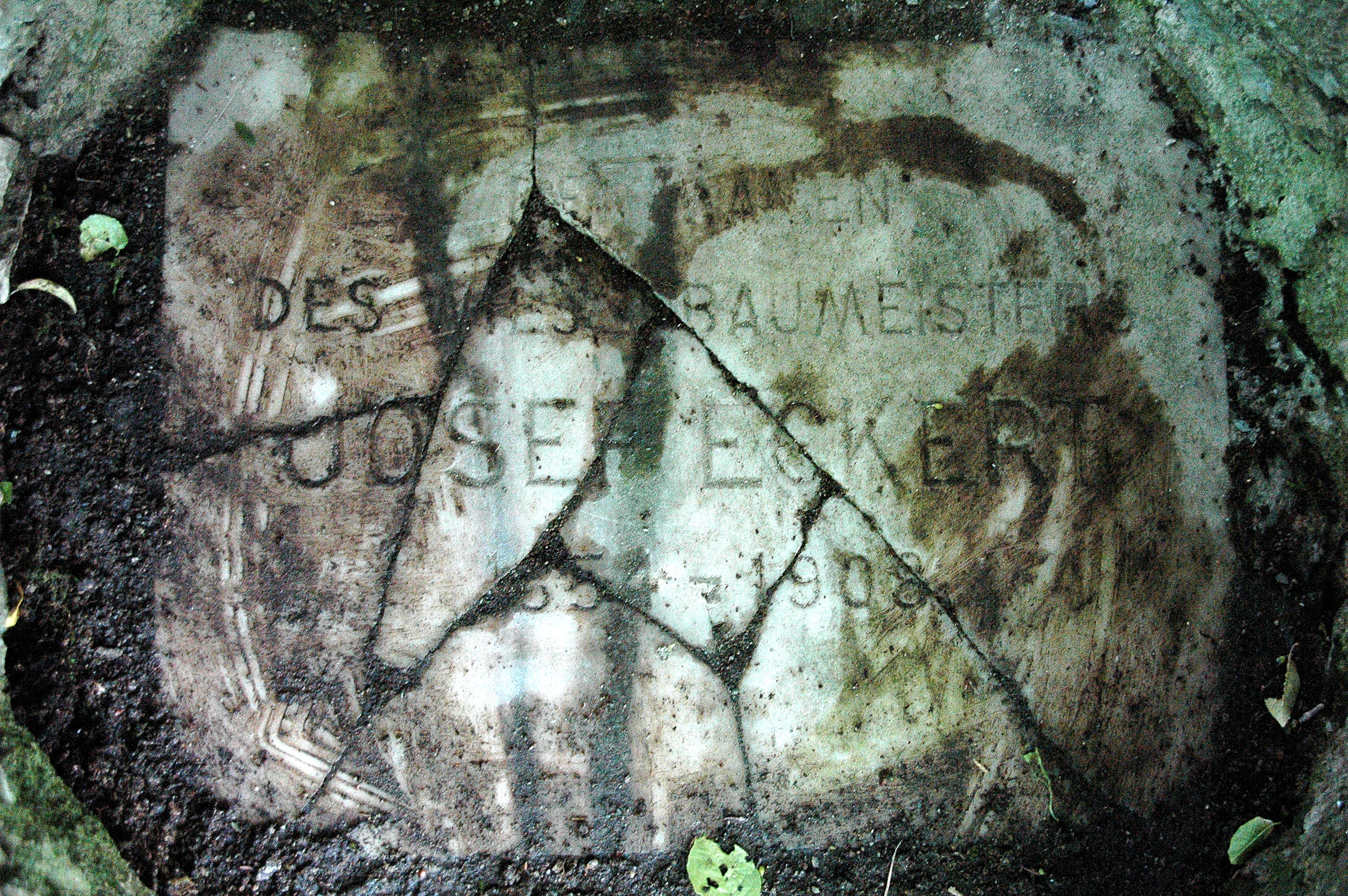
Josef Eckert-Gedächtnisstein westlich von Gottesbichl
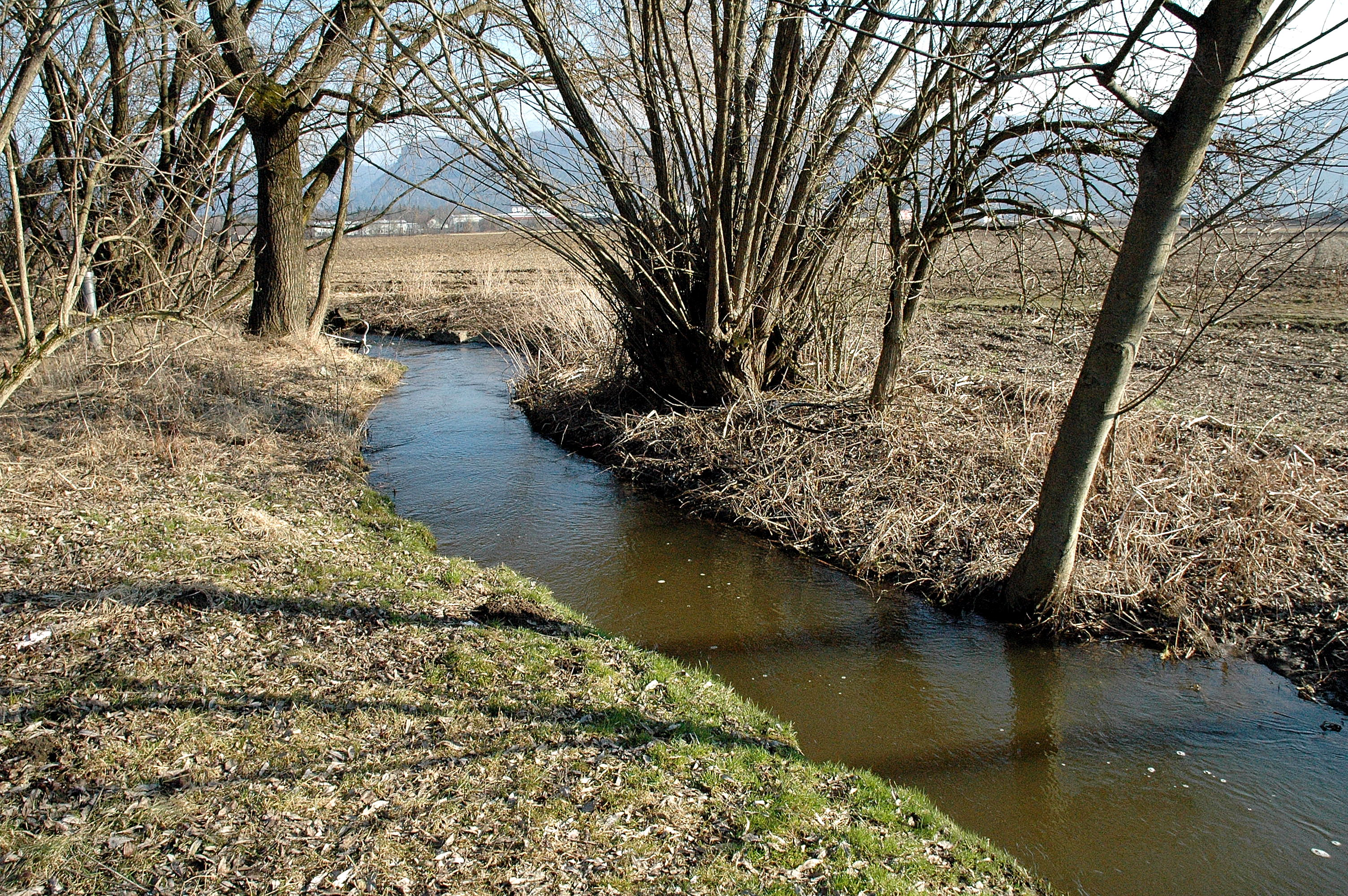
Raba-Bachlauf westlich von Niederdorf
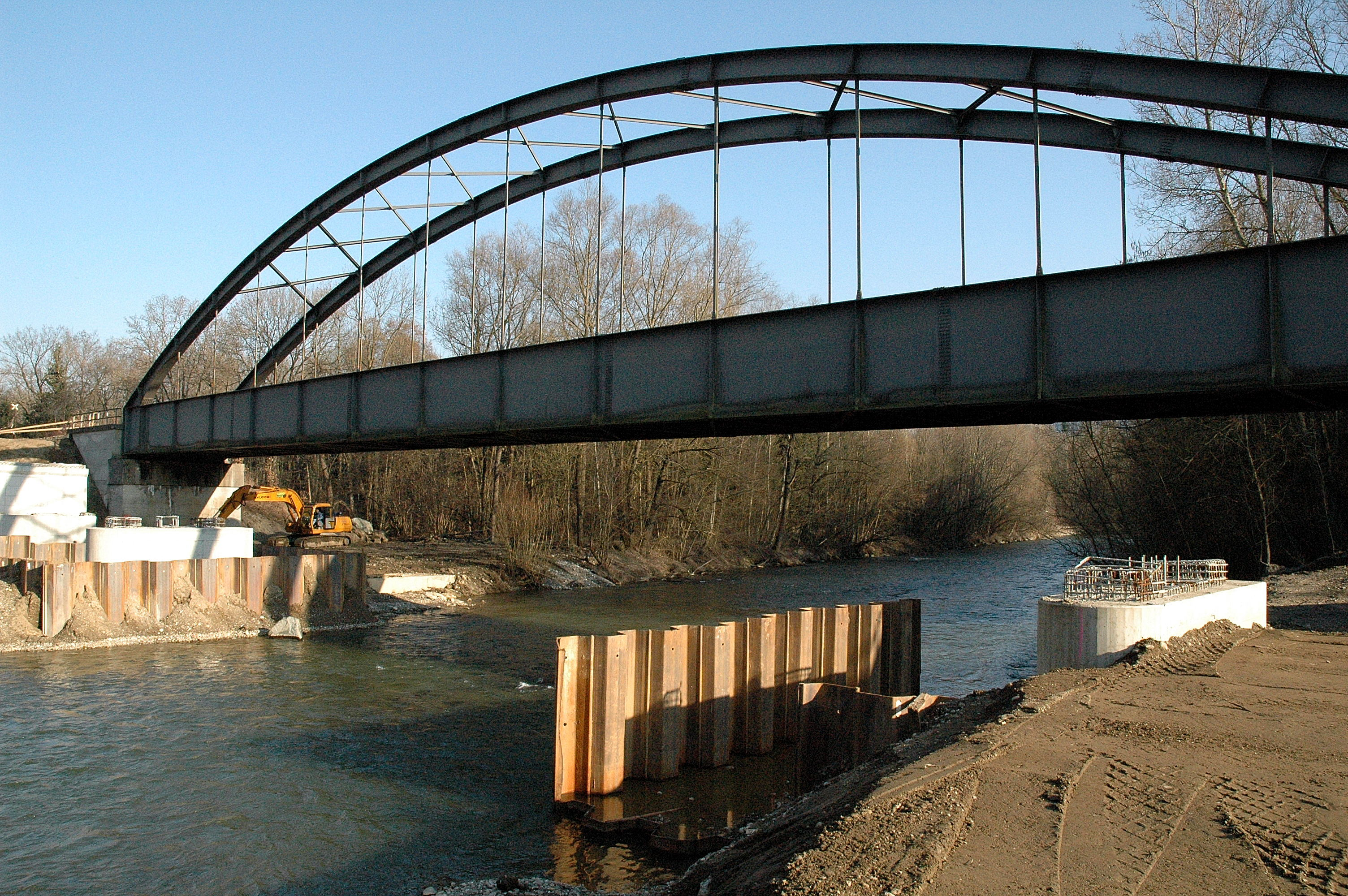
Raba-Mündung unter der Gurker Eisenbahnbrücke bei Niederdorf